# Johan Kraag
Johan Kraag (né le 29 juillet 1913 à Welgelegen et mort le 24 mai 1996 à Paramaribo) est un homme d'État surinamien. Il est président de la République du Suriname du 29 décembre 1990 au 16 septembre 1991,.

## Biographie
Kraag était membre du Parti national du Suriname. Il est président de l'Assemblée du Suriname de 1958 à 1963 et occupe plusieurs postes ministériels dans les années 1960. Il appartient à l'aile modérée qui, en 1975, s'est rebellée contre l'indépendance politique du chef du parti, Henck Arron.
Après le coup d'État militaire du 24 décembre 1990 (connu sous le nom de « coup de téléphone »), Kraag est choisi par l'Assemblée nationale comme président par intérim du Suriname. Jules Wijdenbosch, partisan de Bouterse, est nommé vice-président. Kraag est remplacé par Ronald Venetiaan en septembre 1991.